# Droga (Escrivy)
Droga (tytuł oryginalny Camino) – sztandarowe dzieło św. Josemarii Escrivy, założyciela Opus Dei. Wydana po raz pierwszy w 1934 r. w języku hiszpańskim w Cuenca. Zawiera zebrane w 999 punktów rozważania duchowe.
Jej łączny światowy nakład w różnych językach, to ponad 4,5 mln egzemplarzy (2005). Po polsku ukazało się ponad 120.000  tys. egzemplarzy, w 20 wydaniach. Pierwsze wydanie ukazało się w 1966 r. w Londynie, ostatnie w 2006 r i 2008 (edycja kieszonkowa).
Polskie wydanie Drogi w postaci audiobooku miało miejsce w 2016 roku.